# Зайцев, Геннадий Борисович
Геннадий Борисович Зайцев (известен как Гена Зайцев, 26 июня 1954, Ленинград) — один из лидеров хиппи в 60-70-х годах, один из основателей и первый президент Ленинградского рок-клуба (с 1981 по 1982 гг), первый директор рок-группы «ДДТ» (с 1985 по 1989 гг). Создатель первого в СССР самиздатовского рок-журнала «Рокси».
Известен как держатель подпольного домашнего «поп-клуба» с 1973 года, организатор концертов и создатель записей, распространитель рок-музыки на территории Советского Союза и «летописец» рок-движения.
Со своим братом в 1974 года начал создание объединения музыкантов, которое через несколько лет вылилось в ленинградский рок-клуб, ставший впоследствии легендарным. В начале 1981 года в Ленинградском межсоюзном доме самодеятельного творчества (ЛМДСТ) была создана легальная организация под названием «ЛенКлуб любителей музыки», ставшая затем Рок клубом.
Он располагался по адресу Рубинштейна 13, где в данный момент существует театр «Зазеркалье».
Одна из цитат Геннадия Зайцева — «Дерево не виновато, что оно стремится вверх».
В качестве президента принимал в рок-клуб такие группы как «Мифы», «Аквариум», «Россияне», «Кино». Последняя на тот момент называлась «Гарин и Гиперболоиды» — именно в квартире Зайцева состоялась встреча, на которой был решен вопрос о студийной записи альбома «45» и обсуждалась смена названия группы.
В 2019 выпустил книгу «Тяжелые одуванчики. Хроника прошедших событий», посвященную хиппи и рок-музыке в СССР.